# Zaanã
Zaanã ou Zenã (em hebraico: ṣēnān) é uma cidade na Sefelá, cuja localização precisa é incerta, embora se saiba a partir de Josué 15:37 que estava no território tribal de Judá, no distrito de Laquis e Eglom. Em Miqueias 1:11, o profeta faz um jogo verbal com o nome, como se fosse derivado de yatsa, "sair": "O habitante de Zaanã não saiu" (yatse'ah).